# Dolichoprosopus sameshimai
Dolichoprosopus sameshimai är en skalbaggsart som beskrevs av Ohbayashi N. 2001. Dolichoprosopus sameshimai ingår i släktet Dolichoprosopus och familjen långhorningar. Inga underarter finns listade i Catalogue of Life.